# FtsZ
FtsZ è una proteina strutturale presente nelle cellule procariotiche, è definita anche "similtubulinica" a causa della somiglianza tridimensionale con la tubulina pur avendo soltanto il 10/18% della struttura primaria corrispondente. 
Tradotta dal gene fstZ, viene assemblata per formare un anello (l'anello Z) nel futuro sito dove si formerà il setto di separazione della cellula.
L'FtsZ è una proteina che fa parte della famiglia di proteine Fts codificate dal gene fts.
La sua ultrastruttura e la polimerizzazione in vivo non sono ancora ben chiare, tuttavia in vitro dimeri di FtsZ associati a GTP polimerizzano formando una struttura dinamica simile a quella formata dalla tubulina.